# Breaking2
| Eliud Kipchoge | Zersenay Tadese | Lelisa Desisa |

Breaking2 war ein Projekt von Nike mit dem Ziel, einen Marathon unter zwei Stunden zu laufen. Nike gab das Projekt im November 2016 bekannt und organisierte ein Team aus drei Elite-Marathonläufern, die für ein privates Rennen trainierten. Dieses fand am 6. Mai 2017 auf der Formel-1-Strecke Autodromo Nazionale di Monza in Italien statt.
Eliud Kipchoge gewann das Rennen, mit einer Zeit von 2:00:25 Stunden. Obwohl der aktuelle Weltrekord zu dieser Zeit bei 2:02:57 Stunden lag, wurde diese Zeit nicht als neuer Weltrekord gewertet, da Kipchoge und die anderen beiden Elite-Athleten unter anderem mit mehreren wechselnden Tempomachern liefen.

## Teilnehmer
Nike wählte für diesen Versuch drei verschiedene Läufer aus:
| Name            | Nationalität | Geburtsdatum     | Alter zum Zeitpunkt des Laufes | Vorherige Marathonbestleistung |
| --------------- | ------------ | ---------------- | ------------------------------ | ------------------------------ |
| Lelisa Desisa   | Äthiopien    | 14. Januar 1990  | 27 Jahre                       | 2:04:45 Stunden                |
| Eliud Kipchoge  | Kenia        | 5. November 1984 | 32 Jahre                       | 2:03:05 Stunden                |
| Zersenay Tadese | Eritrea      | 8. Februar 1982  | 35 Jahre                       | 2:10:41 Stunden                |

Zu diesem Zeitpunkt war Kipchoge der aktuelle Olympiasieger, da er den Marathon bei den Olympischen Sommerspielen 2016 in Rio de Janeiro gewonnen hatte. Tadese war mit 58:23 Minuten der Halbmarathon-Weltrekordhalter, den er 2010 beim Lissabon-Halbmarathon aufgestellt hatte.
Des Weiteren liefen 30 der weltbesten Läufer als Pacemaker mit. Darunter waren zum Beispiel Andrew Bumbalough, Samuel Chelanga, Chris Derrick, Bernard Lagat, und Lopez Lomong.

## Vorbereitung
Nike veröffentlichte einen neuen Schuh, mit dem Namen „Vaporfly Elite“ für diesen Versuch. Die Strecke wurde aufgrund einer Kombination mehrerer positiven Voraussetzungen ausgewählt. Dazu zählt die niedrige Höhe über dem Meeresspiegel, die einen höheren Sauerstoffgehalt aufweist, die gemäßigten Wetterbedingungen und die kurze Rundenlänge der Strecke. Zusätzlich zu einem Fahrzeug vor den Läufern liefen mehrere Pacemaker vor den Athleten, um den Strömungswiderstand durch den Wind zu verringern.

## Rennen
Das Rennen begann am Samstag, den 6. Mai 2017 um 5:45 Uhr mit einer Temperatur von 12° C oder 54° F (insgesamt eine höhere Temperatur als die optimale für einen Marathon) und leichtem Regen.
Um die Zwei-Stunden-Barriere zu durchbrechen, ist ein Pace von 2:50 min/km nötig. Um dies zu erreichen, folgten die Läufer hinter einem Team von sechs Pacern in einer Dreiecksformation, die ihrerseits einem Pace-Fahrzeug folgten. Das Fahrzeug besaß eine große Uhr mit der Rennzeit. Außerdem projizierte es einen grünen Laser auf den Boden, um anzuzeigen, wo sich der führende Pacer zu jeder Zeit befinden sollte. Die Pacer liefen jeweils nur zwei Runden (4,8 km) und hatten zwischen den einzelnen Schichten 30 Minuten Pause. Die Pacer wechselten sich also ständig ab.
Die Läufer starteten mit der korrekten Geschwindigkeit, aber Desisa fiel nach ungefähr 16 km bereits zurück. Tadese folgte ihm nach ca. 20 km. Kipchoge lief bis Kilometer 25 (bei 1:11:03) die vorgegebene Geschwindigkeit weiter und lag nach 30 km nur eine Sekunde zurück. Kipchoge erreichte eine Zielzeit von 2:00:25 und sagte anschließend, er habe 100 Prozent gegeben.

## Ergebnisse
| Position | Athlet          | Nationalität | Zeit    |
| -------- | --------------- | ------------ | ------- |
| 1        | Eliud Kipchoge  | Kenia        | 2:00:25 |
| 2        | Zersenay Tadese | Eritrea      | 2:06:51 |
| 3        | Lelisa Desisa   | Äthiopien    | 2:14:10 |

Zu dieser Zeit lag der Weltrekord bei 2:02:57, den Dennis Kimetto 2014 beim Berlin-Marathon aufgestellt hatte. Obwohl Kipchoge diese Zeit um mehr als zwei Minuten verbesserte, wird sein Ergebnis nicht als offizieller Weltrekord von World Athletics anerkannt, da zum Beispiel das Wechseln der Pacemaker während des Rennens nicht erlaubt ist.

## Folgen

### Dokumentation
Kurz nach dem Rennen gab Nike bekannt, dass aufgrund einer Partnerschaft mit National Geographic eine Dokumentation, welche Ende des Sommers veröffentlicht würde, produziert werde. Diese wurde am 21. September 2017 auf dem YouTube-Kanal von National Geographic veröffentlicht. Zum jetzigen Zeitpunkt ist die Dokumentation nur bei Disney+ abrufbar.

### Nachfolgender erfolgreicher Versuch
2019 schloss sich Kipchoge mit Ineos zusammen, um die Ineos 1:59 Challenge ― ein neuer Versuch, die Zwei-Stunden-Marke zu durchbrechen ― durchzuführen. Der Versuch war erfolgreich, und Kipchoge erreichte das Ziel mit einer Zeit von 1:59:40.2. Diese Zeit wurde aber aus denselben Gründen wie schon bei Breaking2 nicht als Weltrekord anerkannt.